# Gisleno Veneri
Gisleno Veneri (* 21. September 1844 in San Marcello, Marken; † 15. November 1937) war ein römisch-katholischer Erzbischof.
Am 23. Mai 1887 wurde Veneri zum Bischof von Acquapendente, Italien, berufen. Dieses Amt hatte Veneri über 30 Jahre inne, bis er es am 15. Dezember 1919 niederlegte.
Noch am selben Tag (15. Dezember 1919) wurde er zum Titularerzbischof von Darnis in Ägypten berufen. Er wurde damit der Nachfolger von Joseph Weber.
Im Alter von über 93 Jahren starb Erzbischof Gisleno Veneri 1937.